# ドレゴヴィチ族
ドレゴヴィチ族（古東スラヴ語:дьрьговичи 、ベラルーシ語: Дрыгавічы、ウクライナ語: Дреговичі、ロシア語: Дреговичи）は9-12世紀に現在のベラルーシのホメリ州・ヴィーツェプスク州・フロドナ州・ミンスク州に居住していた、東スラヴ民族 の連合体の1つである。ドレゴヴィチ族の名前の由来は、おそらく古東スラヴ語の沼を意味するдрегва（もしくはдрягва）であるとされている。なお現代のベラルーシ語ではдрыгваは湿原を意味する。

## 歴史と文化
ベラルーシ付近に居住していたドレゴヴィチ族は、南から西へネマン川へ向かって移動していったが、逆にいえば、それは彼らの起源が南にあることを示している。なお、東隣にラジミチ族、北東にクリヴィチ族、南にドレヴリャーネ族、北西にヤトヴャグ族とリトヴァ族(ru)がそれぞれ居住していた。
ドレゴヴィチ族は、コンスタンティノス7世の記述の中ではδρουγουβίται（droygoybitai）という名で、ルーシに所属する部族として著述されている。ルーシの年代記には、ドレゴヴィチとはかつての彼らの公国の名であったということが記されているのみである。また、その公国の首都はトゥーロフであった。
ドレゴヴィチ族のキエフ大公国への従属は、おそらく10世紀のことである。ドレゴヴィチ族の勢力圏には後にトゥーロフ公国が形成されたが、北西部はポロツク公国の一部となった。
9-10世紀の著名な遺跡には、農業を行っていた集落、火葬された遺体の埋葬されたクルガン、小さな城市などがある。最も典型的な、民族性を決定付ける特徴のある出土品は、粒状の模様に覆われた、大粒の金属製のビーズである。